# جک ویلس

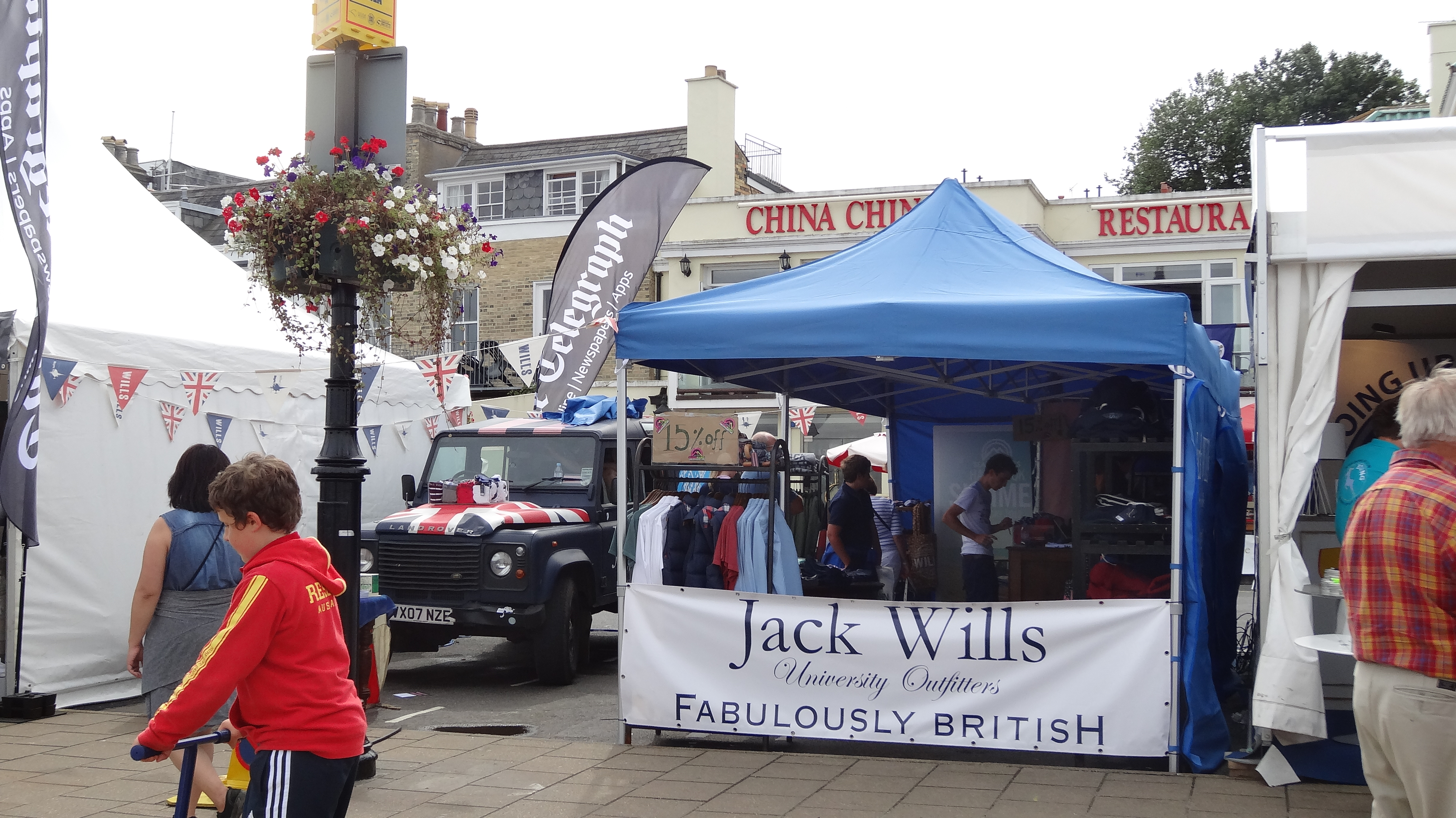
شرکت جک ویلس

جک ویلس (انگلیسی: Jack Wills) شرکت خرده‌فروشی پوشاک بریتانیایی است، که در سال ۱۹۹۹ تأسیس شد و هم‌اکنون مالک شبکه‌ای از ۳۲۰ شعبه می‌باشد.